# Johanna Bade
Johanna Bade (ur. 1831 w Poznaniu, zm. 1 czerwca 1911 tamże) – niemiecka siostra diakonisa, inicjatorka i organizatorka powstania trzech poznańskich szpitali i domu macierzystego sióstr diakonisek Prowincji Poznańskiej. W latach 1866–1911 przełożona sióstr diakonis poznańskiego Ewangelickiego Zakładu Diakonis (niem. Diakonissenanstalt).

## Życiorys
Urodzona w Poznaniu w rodzinie niemieckiej. Władała językiem niemieckim i polskim. Po urodzeniu mieszkała przy ówczesnej Ritterstraße (obecnie ul. Franciszka Ratajczaka). W wieku szesnastu lat rozpoczęła pracę jako pomoc domowa u pastora Goebla, z kościoła ewangelickiego St. Petri w Poznaniu, usytuowanego u zbiegu Petristraße i Halbdorfstraße (obecnych ulic Bolesława Krysiewicza i Półwiejskiej).
W 1865 przebywała w miejscowości Kaiserswerth, gdzie pastor Theodor Fliedner prowadził pierwszy zakład diakonis. Tam przygotowywana była do pełnienia posługi diakonicznej. Po półrocznym okresie nauki jesienią 1865 roku powróciła do Poznania. Od listopada tegoż roku mieszkała przy ulicy Zagórze 15, w budynku w którym powstał pierwszy prowadzony przez nią szpital. Po kilku latach działalności szpitala Johanna Bade rozpoczęła na terenie miasta poszukiwania miejsca nadającego się pod budowę większego szpitala i nowego domu macierzystego diakonisek.
15 grudnia 1875 nastąpiła przeprowadzka chorych z Zagórza do nowego budynku szpitala przy skrzyżowaniu ulic Königsstraße i Wallstraße (obecnie narożnik ulic Karola Libelta i Tadeusza Kościuszki).
Staraniem siostry Johanny Bade w roku 1909 rozpoczęto budowę nowego obiektu przy ulicy Auguste-Victoria-Straße (obecnie ul. Grunwaldzka). 1 czerwca 1911 Johanna Bade umarła, nie doczekawszy oddania do użytku szpitala, które nastąpiło 1 września 1911 roku. Nowo otwarty szpital działał aż do stycznia 1945 roku. Obecnie w tych zabudowaniach mieści się Szpital Kliniczny im. Heliodora Święcickiego Uniwersytetu Medycznego im. Karola Marcinkowskiego położony nieopodal ronda Jana Nowaka-Jeziorańskiego, przy skrzyżowaniu ulic Grunwaldzkiej i Stanisława Przybyszewskiego w Poznaniu.